# Erythrogonia taklara
Erythrogonia taklara är en insektsart som beskrevs av Medler 1963. Erythrogonia taklara ingår i släktet Erythrogonia och familjen dvärgstritar. Inga underarter finns listade i Catalogue of Life.